# Петър Горанов (художник)
Вижте пояснителната страница за други личности с името Петър Горанов.
Петър Начев Горанов е български художник и актьор.

## Биография
Роден е на 7 юли 1947 година в град София. Завършва Художествената гимназия в София. През 1969 г. постъпва във ВИИИ „Николай Павлович“ в София, специалност Текстил, при проф. Марин Върбанов. Още като студент в художествената академията започва да работи в киното. Поканен е за филма „Последно лято“ на режисьора Христо Христов от съученика си Иван Добчев (тогава студент във ВИТИЗ). Продължава да работи там, и след завършване на висшето си образование е назначен като художник-постановчик в Киностудия Бояна. Работи с режисьорите Въло Радев, Христо Христов, Едуард Захариев, Борислав Пунчев, Николай Минчев, Киран Коларов, Георги Стоянов-Мрамор, Иван Андонов, Иван Росенов и Иванка Гръбчева.
Приет е за член на СБХ. Успоредно продължава работа в екипи на проф. Марин Върбанов при създаването на гоблени и килими за няколко държавни и правителствени сгради. Работи два месеца в Париж по изработка на гоблени-експонати за първата самостоятелна международна изложба на проф. Марин Върбанов.
През 1989 г. заминава за чужбина, където повече от 20 години работи като сценичен и интериорен дизайнер. В този период създава декори за театри, ТВ постановки, търговски изложбени павилиони по целия свят. Сътрудничи на продуцентите Менахем Голан и Жак Яков, предимно в театрални постановки. През 2008 г. гастролира отново в България по покана на режисьора Киран Коларов в качеството на художник-постановчик във филма Ако някой те обича (2010).
Женен, има две дъщери.

## Филмография

### Актьор
- Време за жени (2006)
- Мера според мера (1981), 3 серии Прорицателят в съня на Танас
- Мера според мера (1981), 7 серии Прорицателят в съня на Танас
- Последно лято (1973) Партизанинът

### Художник – постановчик
- Ако някой те обича (2010)
- Карнавалът (1990)
- Спирка за непознати (1989)
- Дело 205/1913 (1984)
- Бяла магия (1982)
- Адаптация (1981)
- Прозорецът (1980)
- Почти любовна история (1980)
- Роялът (1979)
- Звезди в косите, сълзи в очите (1977)

### Художник-изпълнител
- Мъжки времена (1977)

### Дизайнер
- Мъжки времена (1977)